# Странка (Мјелњик)
Странка (чеш. Stránka) је насељено мјесто са административним статусом сеоске општине (чеш. obec) у округу Мјелњик, у Средњочешком крају, Чешка Република.

## Становништво
Према подацима о броју становника из 2014. године насеље је имало 195 становника.